# Jose ha-Gelili
R. Jose ha-Gelili (Jose Hagelili hebr. „R. Jose der Galiläer“, er war galiläischer Herkunft) war ein im Rufe großer Frömmigkeit stehender jüdischer Gelehrter des Altertums, wirkte um das Jahr 100 n. Chr. und gehörte zur sogenannten zweiten Generation der Tannaiten.

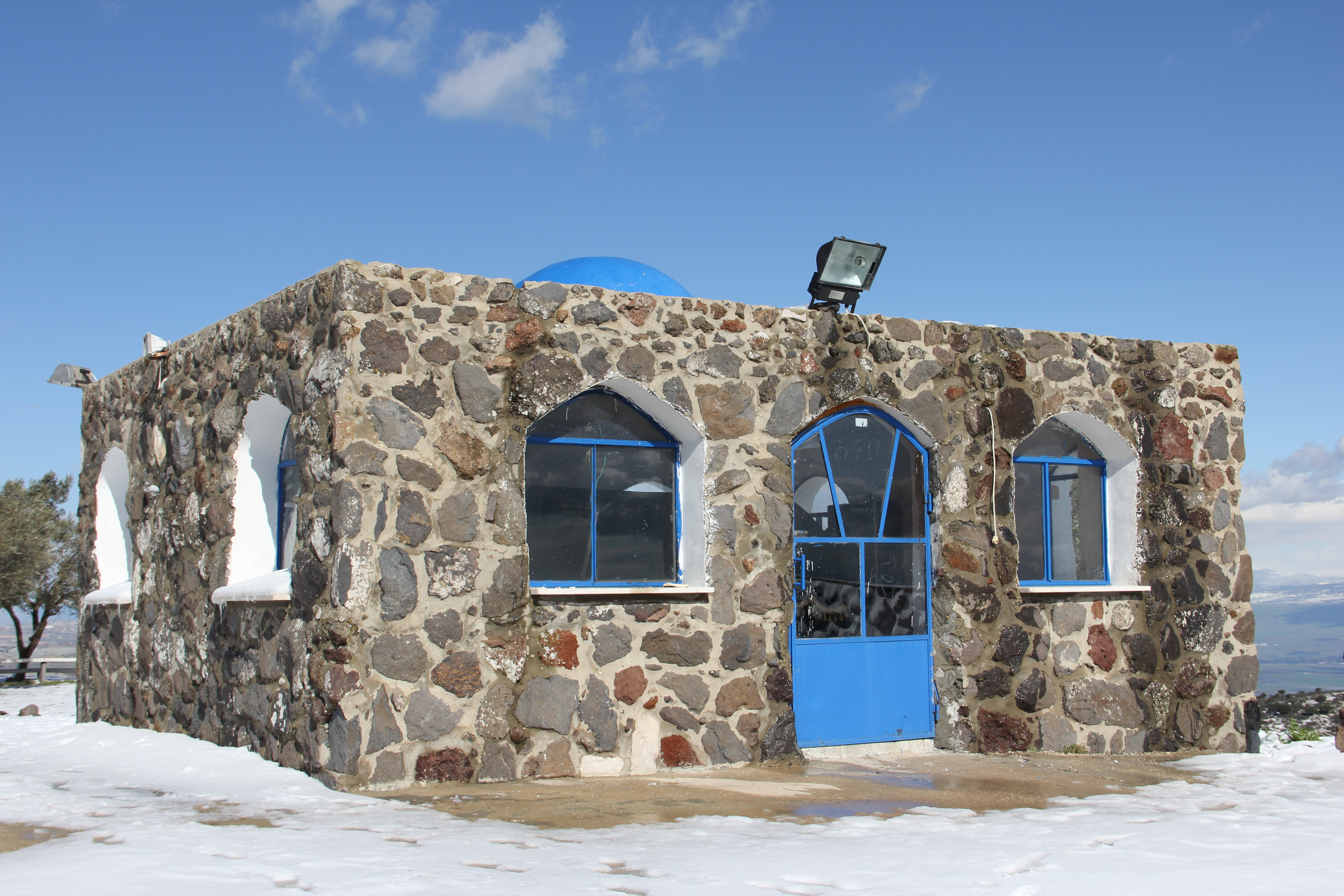
Das Grab von Jose ha-Gelili, 2013

Er disputierte mit R. Eleasar ben Asarja, Akiba und R. Tarfon.
Als ein Unbekannter, aber bereits mit dem Wissen, der Autorität und dem Selbstbewusstsein eines Lehrenden ausgestattet, erschien er im Lehrhaus von Jawne und erwarb sich in kurzer Zeit ein solches Ansehen, dass sogar Akiba sich von ihm Worte scharfer Kritik gefallen ließ und gelegentlich wegen Joses Opposition seine Meinung änderte (bab. Chagiga 14 a; Pessachim 36 b).
Von Jose ha-Gelili sind insbesondere Aussagen über Opfer und Tempeldienst überliefert. Joses haggadische Zahleninterpretation der ägyptischen Plagen hat Eingang in die Haggada schel Pessach gefunden.
Bemerkenswert sind seine Entscheidungen, dass man Geflügel in Milch kochen dürfe und dass Gesäuertes an Pessach nur als Nahrung, nicht jedoch zu anderer Nutzung verboten sei.
Noch im 3. Jahrhundert äußerte sich Samuel ben Nachmani über Joses große Frömmigkeit: „Wenn Israel sündigt und infolgedessen der Regen ausbleibt, aber ein frommer Mann, wie z. B. Jose ha-Gelili einer war, betet, so fiele sofort Regen vom Himmel“ (pal. Taanit I., 1).
Jose hinterließ zwei Söhne: R. Elieser und R. Chanina.